# Фраумюнстер
Фраумюнстер (нім. Fraumünster німецька вимова: [fʁaʊ̯ˈmʏnstɐ]; «жіночий мюнстер») — протестантська церква готичного стилю, розташована у швейцарському місті Цюрих. Зведена на руїнах колишнього абатства бенедиктинок для представниць знаті, яке 853 року заснував Людовик Німецький для своєї доньки Гільдегарди. Нині Фраумюнстер входить до складу Євангельсько-реформатської церкви кантону Цюрих і є одним з чотирьох головних храмів міста (поряд із Гроссмюнстером, церквою Проповідників та церквою Святого Петра).

## Історія
Перший монастир було засновано 21 липня 853 року імператором Людовиком Німецьким. Він доручив управління новим монастирем своїй доньці Гільдегарді, яка, втім, померла вже 856 року. Її сестра Берта стала наступницею на абатському уряді та завершила будівництво першого головного храму монастиря. 11 вересня 874 року єпископ Констанцький Гебгард освятив церкву під патронатом святих Фелікса й Регули — покровителів Цюриха.
Генріх III Чорний наділив Фраумюнстер правом митного збору, торгівлі та карбування монет у Цюриху. Пізніше ці привілеї перейшли до герцогів Церінгенських. Після згасання династії Церінгенів 1218 року монастир перейшов під безпосереднє підпорядкування імператору, завдяки чому абатиса Гізела фон Шпігельберг здобула величезний вплив у місті та його околицях, а її наступниці, імператорські намісниці, були фактичними володарками Цюриха аж до XIV століття. Фраумюнстер володів землями й маєтностями в Цюриху та Цюрихгау, Тургау, Ааргау, Урі та в Ельзасі.
Під час міжправління місто Цюрих 1262 року частково вибороло в монастиря право самоврядування. Уже 1336 року абатство втратило право на низьке судочинство, а до 1400 року всі громадські права в Цюриху відійшли до міської ради.
Остання абатиса, Катерина фон Ціммерн, 1524 року розпустила абатство у зв'язку з Реформацією й передала його будівлі, права та майно міській раді Цюриха. Першим реформатським пастором громади Фраумюнстер став Генріх Енгельгардт, який служив до 1551 року.
До 1527 року, як і в інших церквах Цюриха, у Фраумюнстері провели «католицький погром»: звідти вивезли ікони, скульптури та вівтарі, пізніше — реліквії Фелікса й Регули і навіть останки засновниць Гільдегарди та Берти. Орган також було вилучено; новий встановили лише 1853 року.

## Церква
Фраумюнстерську церкву почали зводити в середині IX століття, а освятили 874 року. До неї перенесли реліквії святих Фелікса та Регули з їхніх гробниць у Гроссмюнстері. До Реформації Фраумюнстер разом із Вассеркірхе та Гроссмюнстером утворював процесійну вісь на честь покровителів Цюриха.
У 1150 та 1250 роках над будівлею зведено по одній вежі: південну згодом розібрали (1728), а північну надбудували до сучасної висоти (1732). У вежі розміщено п'ять церковних дзвонів. Чотири великі дзвони вилив Якоб Келлер в Унтерштрассі 1874 року. Оскільки вони не вписувалися в звучання міського дзвону Цюриха, їх налаштували на півтон нижче. Починаючи з П'ятидесятниці 2007 року порожню нішу у дерев'яній дзвіниці зайняв п'ятий, менший дзвін, відлитий на ливарні Рюечі в Аарау.
Із середини XIII століття Фраумюнстерську церкву почати перебудовувати в готичному стилі та поступово розширювати. Нава було востаннє оновлена 1911 року. У 1544 році облаштували катедру для проповідей. 1847 року Фердинанд Келлер виявив середньовічні настінні розписи, а Франц Гегі виконав їхню акварельну копію. Найвизначніша фреска, ймовірно створена близько 1300 року, розташовувалась у південному трансепті та зображувала легенду про заснування, проте нині вона здебільшого втрачена. Остання масштабна реставрація інтер'єру й фасадів тривала 2006—2007 років: тоді з приміщень зняли плівкоутворюючу латексну фарбу з ремонту 1979 року, що дало змогу дослідити та законсервувати вцілілі середньовічні стінні й стельові розписи.
З 1967 року хор (побудований у 1250—1270 рр.) прикрашають п'ять вітражів Марка Шагала: червоне «вікно Пророків», синє «вікно Заповідей», зелене «вікно Христа», жовте «Сіонське вікно» та синє «вікно Якова». У 1978 році Шагал також створив вітраж для розети південного трансепту. Інший визначний вітраж «Небесний рай» (1945) Аугусто Джакометті розташований у північному трансепті. Орган Фраумюнстера з 5 793 трубами є найбільшим у кантоні Цюрих.
Монастирські будівлі до 1803 року займало управління собором. У західному флігелі з 1601 по 1832 рік розміщувалася колегія гуманітарних наук. У 1715 році так званий Габергаус перебудували під музичний зал. У XIX столітті міська влада облаштувала в порожніх монастирських приміщеннях школу.
У 1898 році комплекс монастирських споруд було знесено для будівництва нової цюрихської ратуші. Фрагменти романського клуатра використали в оздобленні внутрішнього двору ратуші. Фресковий цикл Пауля Бодмера відтворює легенду про заснування монастиря та святих Фелікса й Регулу, покровителів Цюриха. Тоді ж міський архітектор Густав Гуль створив два нові входи з заходу та сходу, закривши старі, що виходили на Мюнстергоф. Під час пізнішої реконструкції Мюнстергофу частково повернули одну з попередніх арок, тож сьогодні головний вхід веде на пішохідну площу.

## Галерея

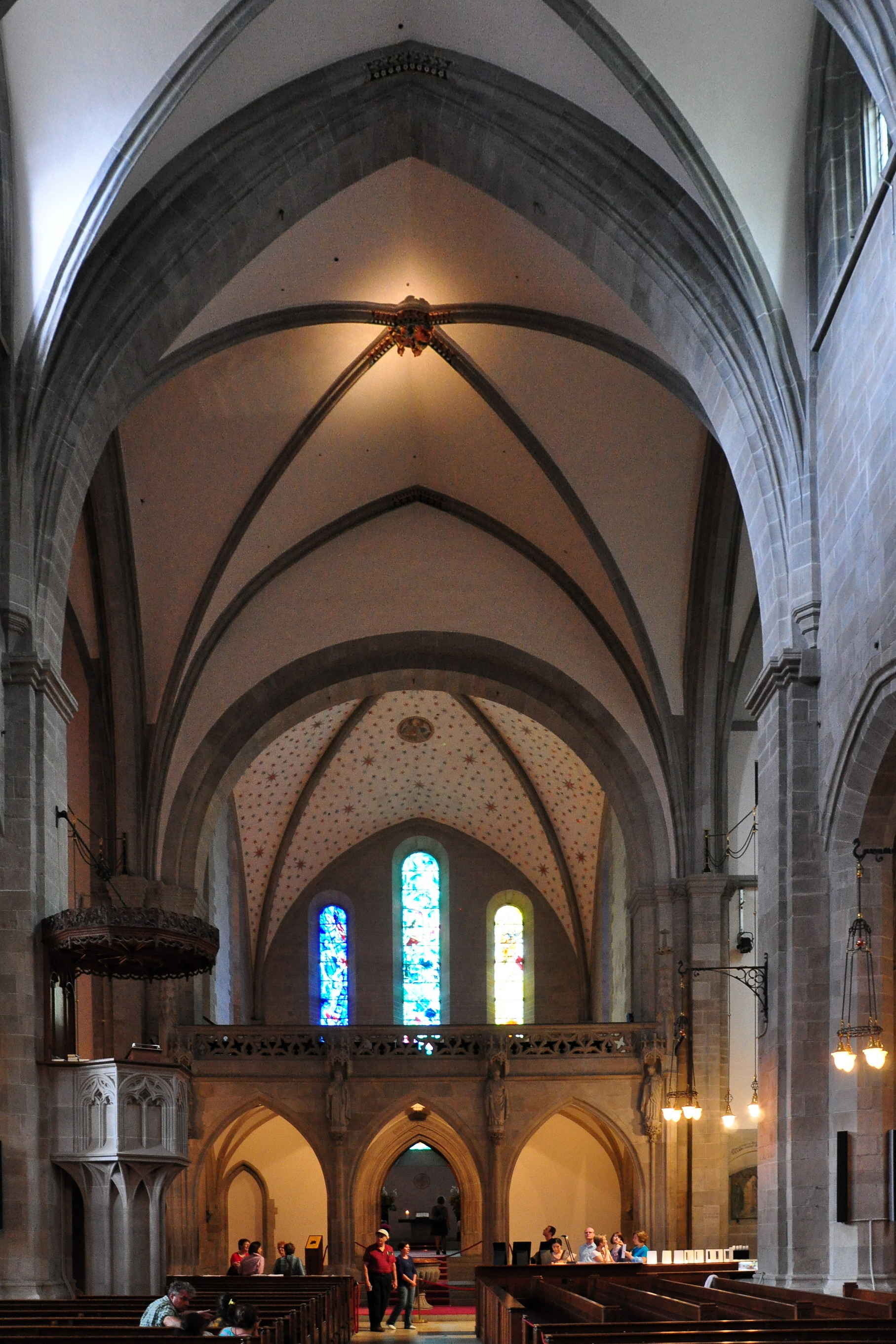
Вигляд інтер’єру з видом у бік хора з вітражами Марка Шагала
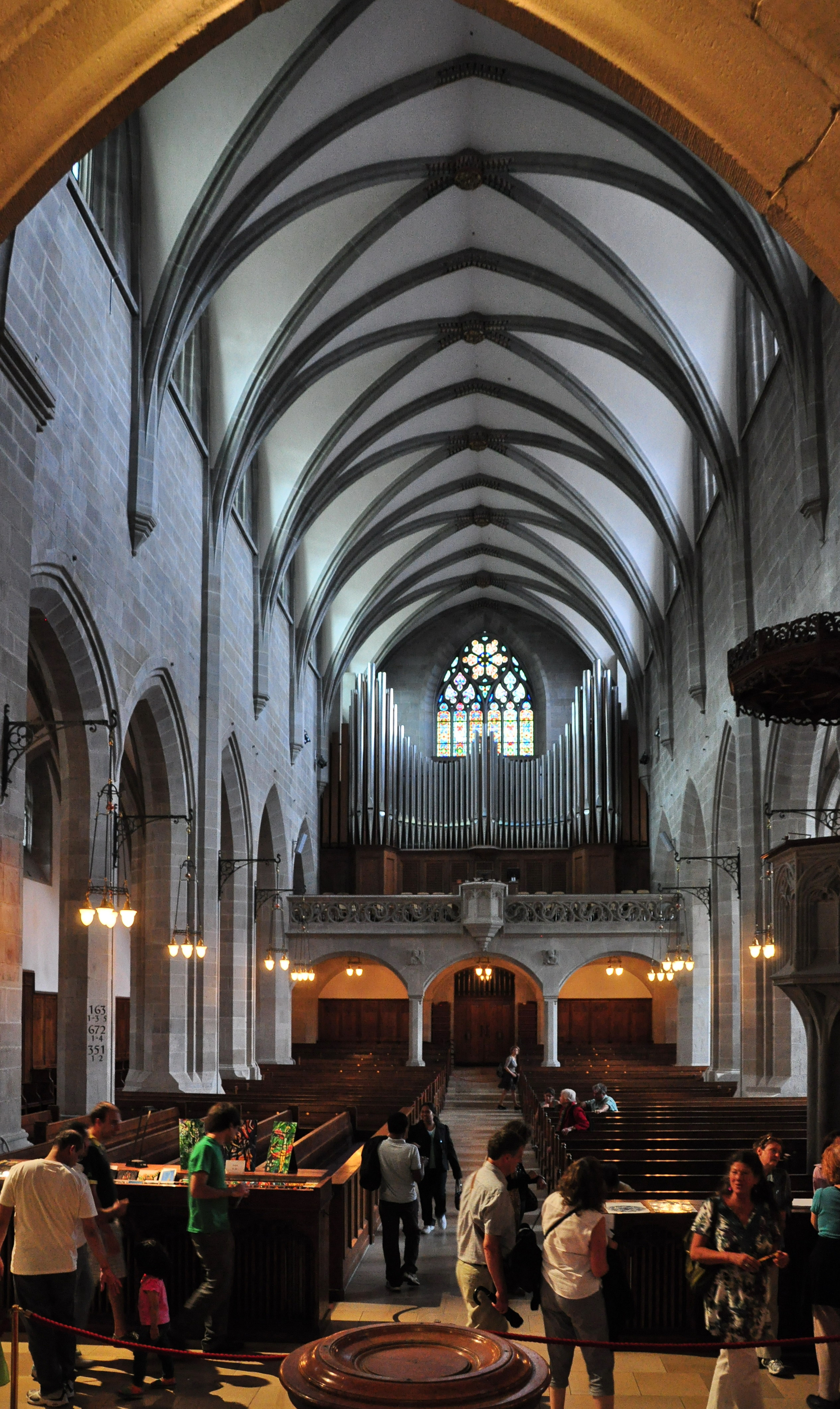
Вид з хора на наву
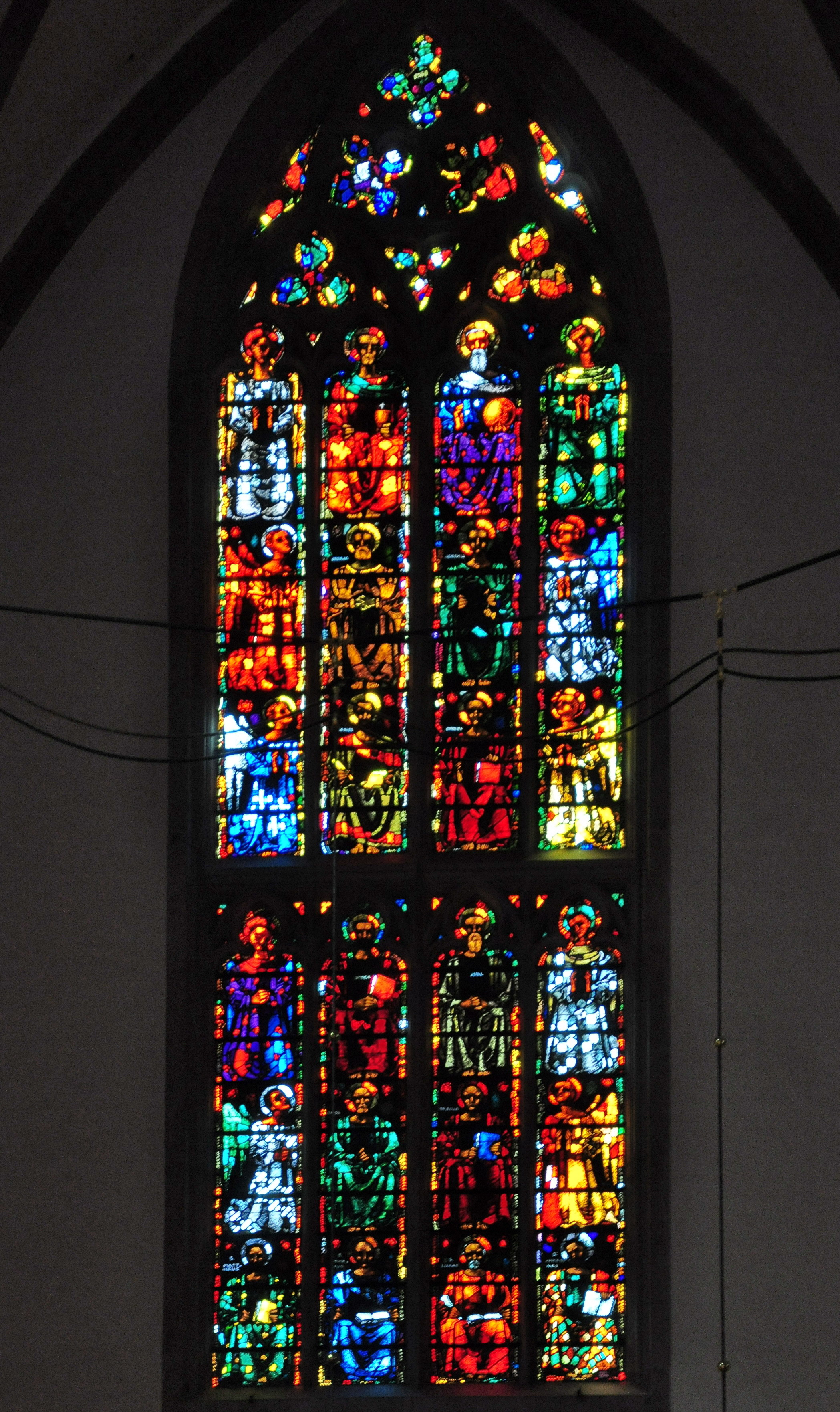
Вітраж «Небесний рай», створений Аугусто Джакометті
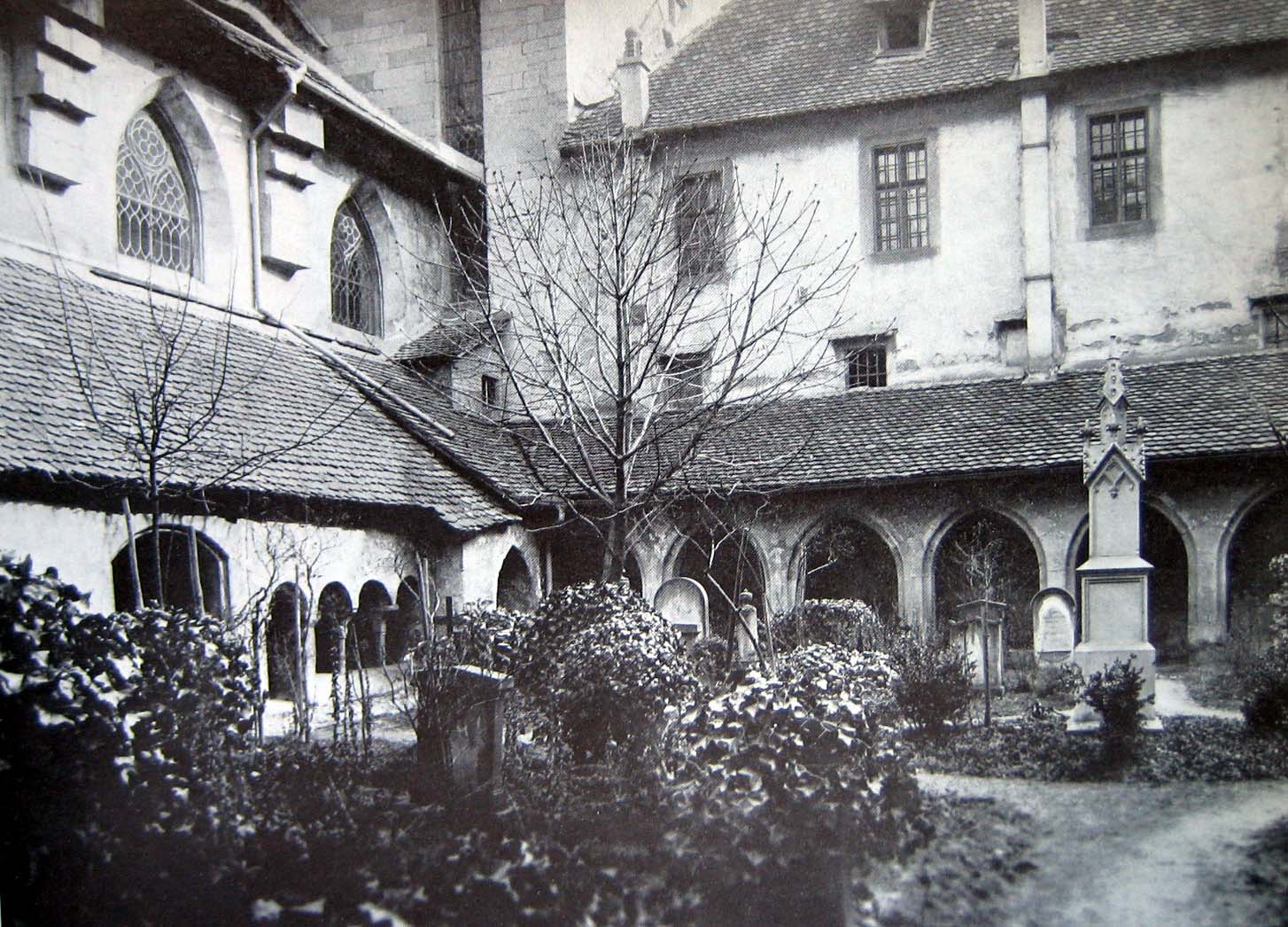
Старий клуатр із давнім похованням ліворуч, близько 1898 року, до перебудови Густавом Гулем; найдавніші аркові фрагменти зліва походять із XII століття
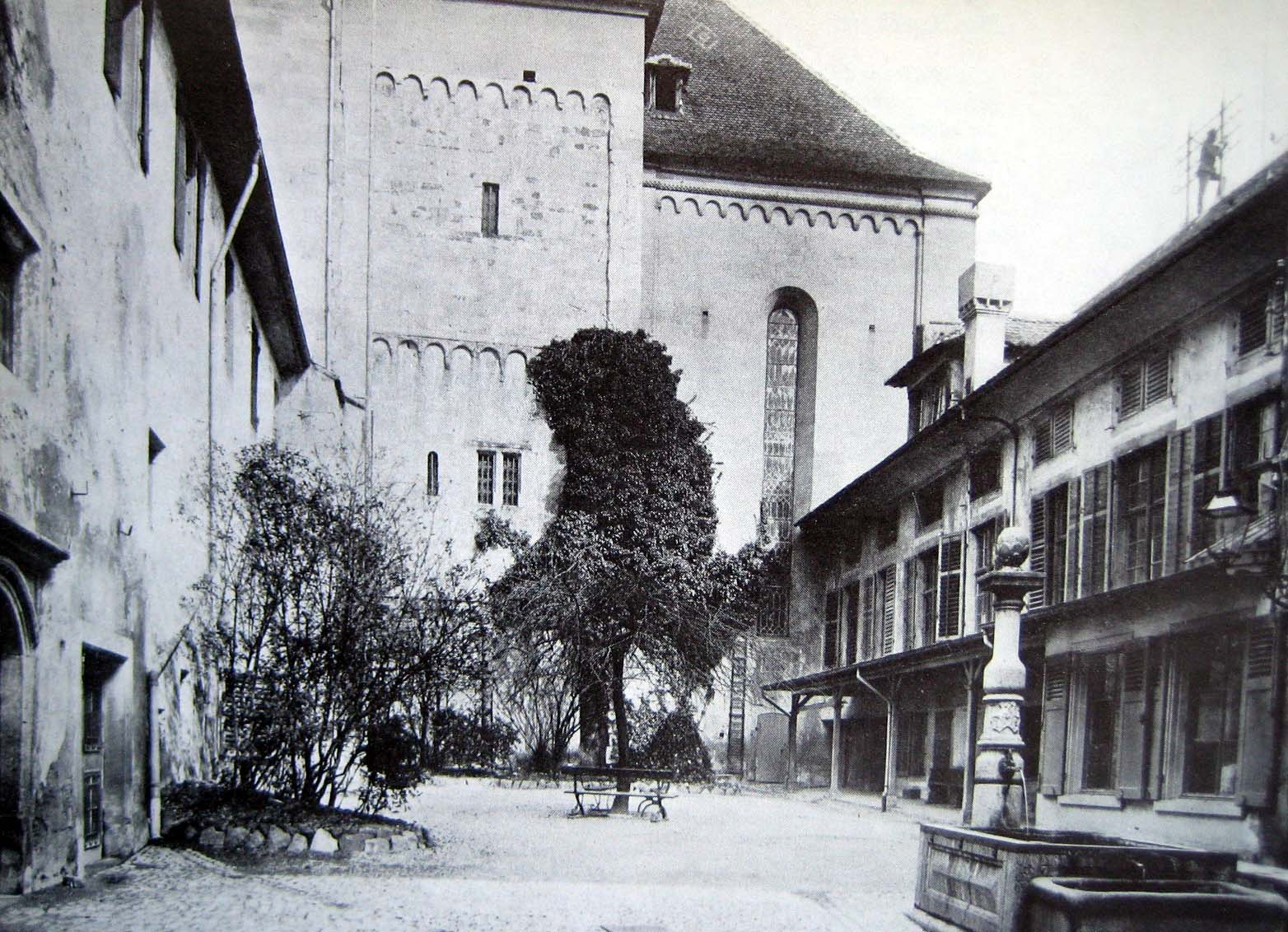
Двір абатиси станом на 1898 рік: фонтан 1742 року, ліворуч стара монастирська будівля, праворуч «Габергаус» (зерносховище) абатства, нині міська ратуша
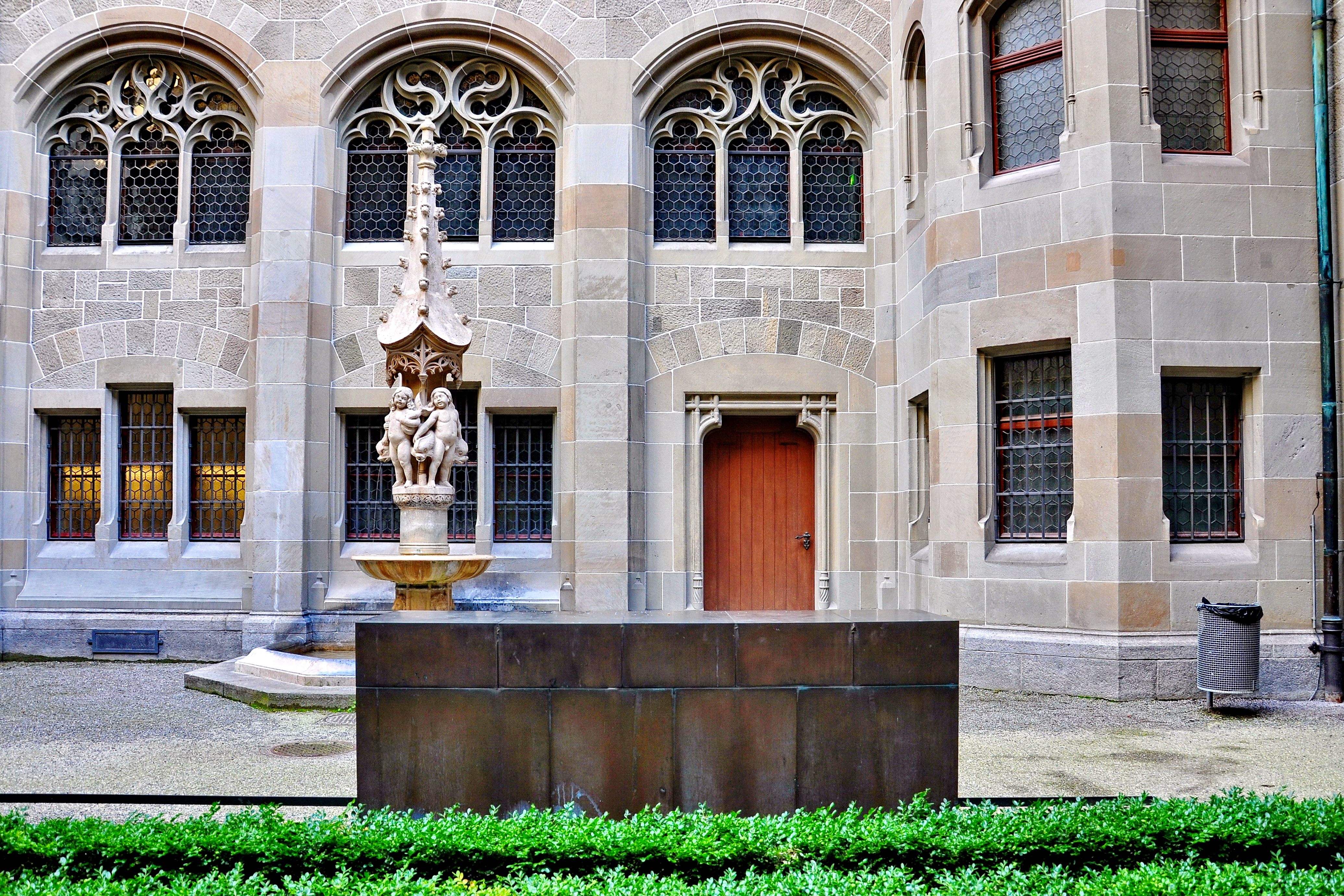
Пам’ятник на честь Катерини фон Ціммерн на тому самому місці
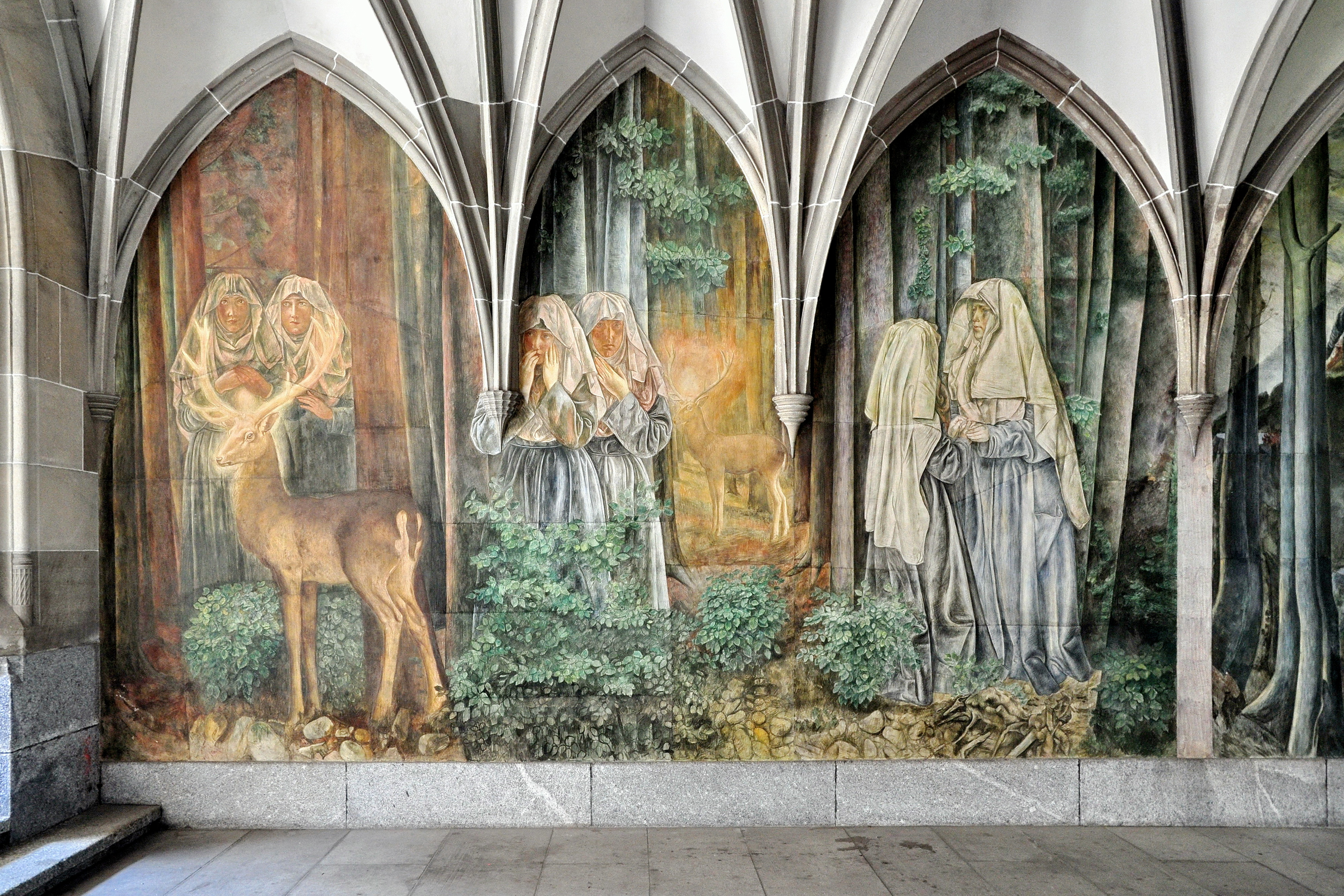
Фреска Пауля Бодмера в клуатрі з сюжетами легенди про заснування Фраумюнстера
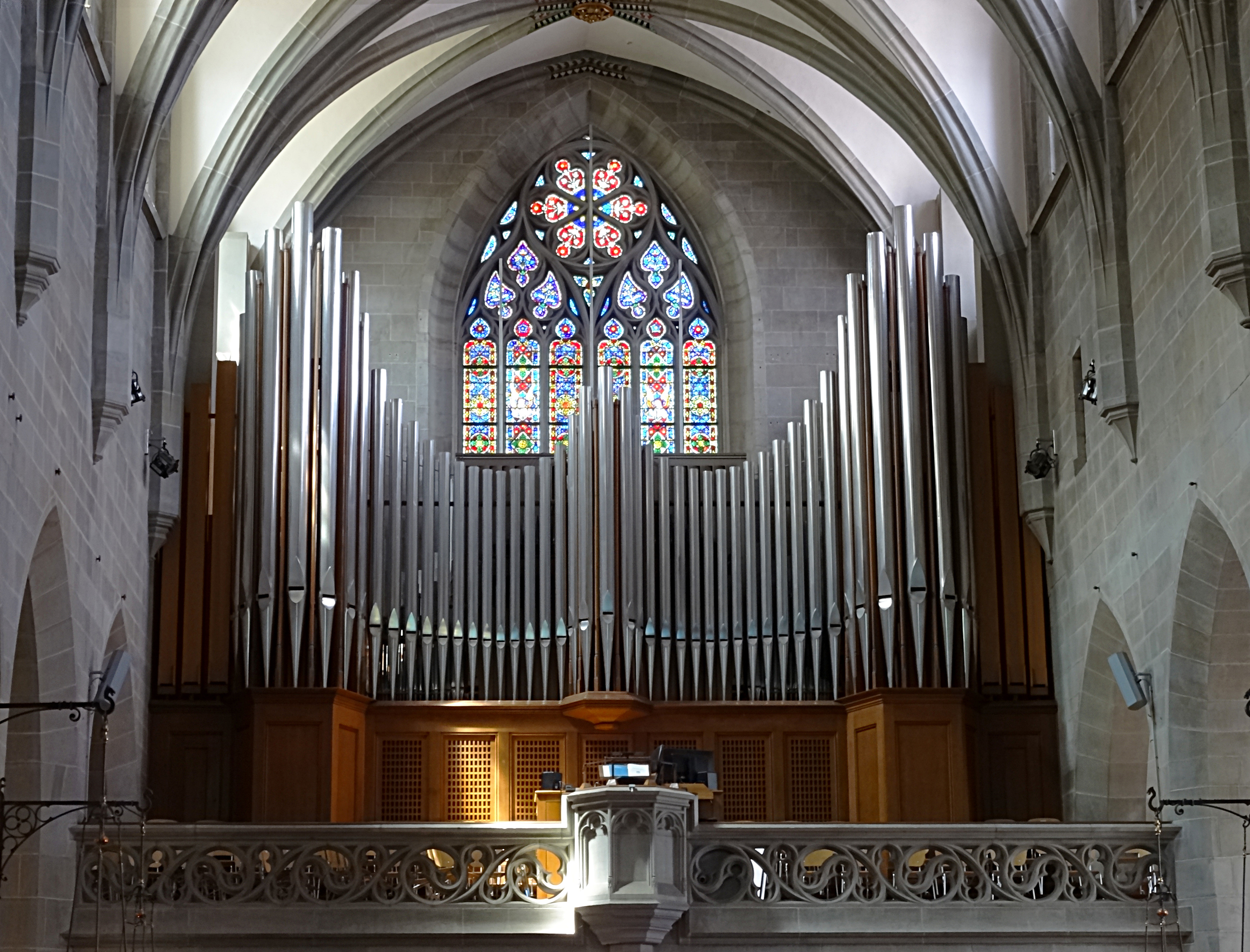
Головний орган і вітражі Клемента Гітона